# جون بوتشر
جون بوتشر (بالإنجليزية: John Butcher)‏ (27 مايو 1956 بنيوكاسل أبون تاين في المملكة المتحدة - ) هو لاعب كرة قدم بريطاني في مركز حراسة المرمى. لعب مع أكسفورد يونايتد وبلاكبيرن روفرز وماكليسفيلد تاون ونادي بوري ونادي تشستر سيتي ونادي هاليفاكس تاون ونادي ألترينتشام وإف سي هاليفاكس تاون.